# Salvatore Nobili Vitelleschi
Salvatore Nobili Vitelleschi (ur. 28 lipca 1818 w Rzymie, zm. 17 października 1875 tamże) – włoski kardynał.

## Życiorys
Urodził się 28 lipca 1818 roku w Rzymie, jako syn Pietra Nobili Vitelleschiego i Maddaleny Ricci Paracciani. Studiował na La Sapienzy, gdzie uzyskał licencjat utroque iure. 24 marca 1841 roku przyjął święcenia kapłańskie. Następnie został audytorem Roty Rzymskiej i klerykiem Kamery Apostolskiej. 19 czerwca 1856 roku został tytularnym arcybiskupem Seleucii, a 6 lipca przyjął sakrę. Siedem lat później został arcybiskupem ad personam Osimo. Nie mógł jednak sprawować władzy nad diecezją, zatem zarządzał nią poprzez wikariuszy apostolskich, do momentu rezygnacji w 1871 roku. Wówczas ponownie został tytularnym arcybiskupem Seleucii. 15 marca 1875 roku został kreowany kardynałem in pectore. Jego nominacja na kardynała prezbitera została ogłoszona na konsystorzu 17 września i nadano mu kościół tytularny San Marcello. Zmarł miesiąc później w Rzymie.